# L'angelo con la pistola
Pour plus de détails, voir Fiche technique et Distribution.
L'angelo con la pistola est un film dramatique italien réalisé par Damiano Damiani, sorti en 1992.

## Fiche technique
- Titre : L'angelo con la pistola
- Réalisation : Damiano Damiani
- Scénario : Damiano Damiani, Dardano Sacchetti, Carla Giulia Casalini et Mario Cecchi Gori
- Photographie : Sebastiano Celeste
- Musique : Riz Ortolani
- Pays d'origine :  Italie
- Format : Couleurs - Mono
- Genre : Film dramatique
- Durée : 111 minutes
- Date de sortie : 1992

## Distribution
- Tahnee Welch : Lisa
- Remo Girone (en) : Le commissaire
- Eva Grimaldi : Teresa
- Nicola D'Eramo : Basek
- Franco Scaccia : Ruiz
- Sergio Fiorentini : Astarita
- Antonino Iuorio : Pascal
- Mario Donatone : Velasco
- Cesare Bocci
- Enrico Papa